# نهب بصرى

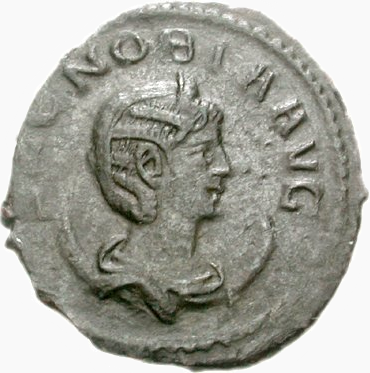
زنوبيا التدمرية

وقع نهب بصرى في ربيع عام 270 م تقريبًا عندما أرسلت ملكة تدمر زنوبيا لواءها زابداس، إلى بصرى، عاصمة العربية البترائية لإخضاع التنوخيين الذين كانوا يتحدون سلطة تدمر.
يمثل النهب بداية عمليات زنوبيا العسكرية لتعزيز سلطة تدمر على الشرق الروماني. أثناء النهب، حاول حاكم العربية البترائية في ذلك الوقت، وهو تراسوس، مواجهة التدمريين لكنه هُزِم وقتل، بينما تم نهب المدينة وتدمير فيلق برقة الثالث، وضريح معبد زيوس هامون.
بعد فترة وجيزة، أعقب نهب المدينة إخضاع الجزيرة العربية ويهودا، وبعد ذلك غزو كامل لمصر، وهو الأول في سلسلة الأحداث التي انتهت بتمرّد مفتوح ضد الإمبراطورية الرومانية وإعلان مملكة تدمر مستقلة.

## الخلفية
في عام 269، بينما انشغل الرومان بالدفاع عن الإمبراطورية ضد الغزوات الجرمانية، كانت زنوبيا تعزز قوتها؛ وقع المسؤولون الرومان في الشرق بين الولاء للإمبراطور ومطالب زنوبيا المتزايدة بالولاء.
من غير المعروف متى أو لماذا لجأت زنوبيا إلى استخدام القوة العسكرية لتعزيز حكمها، وقد قيل أن المسؤولين الرومانيين رفضوا الاعتراف بسلطة تدمر، وكانت حملات زنوبيا تهدف إلى الحفاظ على هيمنة تدمر على الشرق.
ربما كان هناك عامل آخر يتمثل في ضعف السلطة المركزية الرومانية على أقاليمها الشرقية وعجزها المقابل عن حمايتها، مما أضر بالتجارة التدمرية وربما أقنع زنوبيا بأن الطريقة الوحيدة للحفاظ على الاستقرار في الشرق هي السيطرة على المنطقة بشكل مباشر. يقترن تضارب المصالح الاقتصادية لتدمر؛ في تلقي بصرى ومصر التجارة التي كان من الممكن أن تمر عبر تدمر.
وبغض النظر عن ذلك، فقد تسبب تحدى التنوخيين وفئة التجار في الإسكندرية للهيمنة التدمرية في رد فعل عسكري من زنوبيا.

## الهجوم
بدا أن الهجوم قد تم توقيته بشكل متعمد، حيث أمرت زنوبيا زابداس بنقل جيش تدمر جنوبًا إلى بصرى بينما كان الرومان منشغلين بمعاركهم ضد القوط في جبال تراقيا.
قام الحاكم الروماني للعربية، أحد التراسوس، الذي كان في ذلك الوقت يقود فيلق برقة الثالث، بمواجهة الجيش التدمري المقترب، ولكنه هُزم وقُتل. ونتيجة لذلك، فتحت مدينة بصرى أبوابها، واستولى جيش التدمريين على المدينة، ودمر معبد زيوس هامون، المزار المقدس للجنود.

## العواقب
بعد النصر، سار زبداس عبر وادي الأردن، ويبدو أنه واجه معارضة قليلة. تعرضت مدينة البتراء، جنوب مدينة بصرى، للهجوم أيضًا، وقد اخترق جيش تدمر المنطقة الآن. هُزمت العربية واليهودية، وكذلك سوريا، ووقعت تحت سيطرة التدمريين.
يشهد النقش اللاتيني بعد سقوط زنوبيا على نهب المدينة موضحًا «أعداء تدمر» وتدمير المعبد: